# Hennil
Hennil ou Bendil est un prétendu dieu slave agraire vénéré par les Slaves polabiens.

## Histoire
Il est mentionné en 1017 par l'évêque Dithmar dans sa Chronique comme un dieu représenté par un bâton couronné par une main tenant un anneau de fer. , ce qui est interprété comme un symbole de fertilité. Cependant, il n'y a pas de consensus général sur l'authenticité de cette divinité.
Teodor Narbutt (en) assimile Hennil à la divinité lituanienne des bergers, Goniglis, mentionnée par Mathias Strykowski au XVIe siècle en liant le nom au mot polonais gonić signifiant « chasser ». Adam Naruszewicz interprète le nom comme Honidło ou Gonidło et le reconnaît ainsi comme un dieu des gardes. Sur cette base, Ignác Jan Hanuš (en) conclut que Hennil est l'équivalent de Goniglis, le dieu des bergers, et parmi les Tchèques et les Slovaques, il aurait été adoré comme Honidlo, Honilo ou Gonidlo. Jacob Grimm dans sa Deutsche Mythologie combine le théonyme avec le mot polonais hejnał dans le sens de « ciel rouge le matin » ou « chanson adorant le soleil levant ».
D'autres érudits ont également suggéré que Hennil était peut-être un dieu allemand (saxon), tels Theodor Siebs qui conclut que Hennil est un diminutif de Henno (Odin), dieu de la mort et de la lumière et du printemps éveillés. Il a également été assimilé comme un dieu germanique par Henryk Łowmiański (en) ou Władysław Dziewulski.
De nos jours, Hennil est souvent considéré comme une pseudo-divinité - Dithmar est censé avoir considéré un bâton ordinaire utilisé dans un rituel comme une divinité ; il est souvent négligé dans les publications savantes. Aleksander Brückner (en) signale tout d'abord que vers 1010 le son h (différent du ch) n'existe pas encore dans les langues slaves, il refuse également de le rattacher au lituanien Goniglis et au mot hejnał, qui est un emprunt au hongrois. Il considére Hennil comme un prénom allemand et non comme le nom d'un dieu slave ou allemand. Le slaviste et linguiste Leszek Moszyńskia propose que le mot Hennil soit considéré comme un diminutif du vieux haut allemand heno coq, et que le coq, qui est un symbole de vigilance, ait pu être inclus dans le sort mentionné par Dithmar. Gerard Labuda considére que le mot est le résultat d'un malentendu de la salutation « hey-no! ».
L'historicité de la divinité est défendue par l'historien Stanisław Rosik. Selon lui, la reconnaissance de Hennil comme nom de l'ossuaire utilisé lors du rituel est problématique, car Dithmar liait régulièrement la notion de « divinité » à la notion d'« idole ». De plus, dans l'Ancien Testament, les descriptions des adeptes des dieux païens étaient directement liées au culte du bois ou d'un bâton, d'où Dithmar savait peut-être que les divinités n'étaient pas simplement représentées de manière anthropomorphique. Il souligne également que Dithmar écrit sur les Slaves adorant les « dieux domestiques », ce qui est également écrit par Helmold von Bosau 150 ans plus tard, ce qui peut également suggérer que Hennil était un dieu local dont le nom peut avoir été dérivé du nom d'un ancêtre, ce qui a pu entraîner des difficultés de compréhension du nom.

### Bendil
Une découverte importante a été faite par le philologue Juan Antonio Álvarez-Pedrosa Núñez de l'Université complutense de Madrid. Comme il le souligne, le dossier Hennil est basé sur un manuscrit original, car il peut avoir été au moins partiellement écrit par Dietmar lui-même, mais compte finalement jusqu'à huit auteurs différents. Les parties du texte qui n'ont pas été écrites par Dietmar contiennent de nombreuses erreurs, peut-être parce qu'elles ont été écrites avec l'aide d'un dictateur, et le livre VII, qui mentionne Hennil, fait partie de ces parties. Il existe cependant un second manuscrit de la Chronique écrit au monastère de Corvey, qui est plus récent mais pas nécessairement moins fiable à cause de cela. Álvarez-Pedrosa Núñez a découvert que dans le passage dédié à Hennil, ce manuscrit contient deux différences : au lieu du génitif a portitore, il contient ab omnibus, ce qui donne plus de sens à la salutation reçue par la divinité, et le théonyme s'écrit alors Bendil.
Selon Álvarez-Pedros Núñez, cette notation du théonyme résout le problème de l'étymologie. Le théonyme Bendil dériverait de l'évolution régulière du radical proto-indo-européen *bʰendʰ- « lier, connecter », cf. Sanskrit बन्धन, bandhana lien, grec ancien πεῖσμα, peîsma corde, ou gothique 𐌱𐌹𐌽𐌳𐌰𐌽, bindan lier. De manière significative, dans le dictionnaire pastoral de la langue lituanienne, il trouve un équivalent sémantique : bandà troupeau. Le théonyme Bendil(o) contient le suffixe -ilo aussi remarquable dans le nom du dieu slave Yarilo. Le radical signifiant « lier », serait typique des divinités agraires qui protègent et garantissent les serments, comme en témoigne le symbole en forme de bâton avec un anneau, et il apparaît probablement dans le mot βέννος, vénnos signifiant « fécondité », « récolte », que l'on retrouve dans le théonyme phrygien Ζεῦς Βέννιος, Zeûs Vénnios. Il précise cependant que ce théonyme n'a pas d'équivalent chez les autres Slaves.